# Gare de Nangis
Gare de Nangis vasútállomás Franciaországban, Nangis településen.

## Vasútvonalak
Az állomást az alábbi vasútvonalak érintik:
- Párizs–Mulhouse-vasútvonal

## Kapcsolódó állomások
A vasútállomáshoz az alábbi állomások vannak a legközelebb:
- Gare de Mormant (Paris Gare de l’Est, Line P)
- Gare de Longueville (gare de Provins, Line P)